# Попов Петро Герасимович
Петро Герасимович Попов (рос. Пётр Герасимович Попов; нар. 16 січня 1898, Москва, Російська імперія — пом. 8 травня 1965, Малин, Житомирська область, УРСР) — російський та радянський футболіст,  виступав на позиції захисника. По завершенні кар'єри гравця — футбольний тренер. Учасник німецько-радянської війни, яку завершив у Берліні.

## Життєпис
Розпочав грати 1910 року в Москві в клубній команді ЗКС.
Грав у московських командах ЗКС (1914-1922), МСПО (1923), «Червона Пресня» (1924-25), «Харчовики», «Промкооперація», «Дукат» (1926-1927, 1930-1933). Також грав у «Трудовий комуні» (Люберці, Московська область) (1928-29). У збірної Москви 1922-1930.
Як футболіст відрізнявся фізичною силою та високими швидкісними якостями. Сміливо йшов в єдиноборства, добре грав головою.

### Досягнення

#### Як гравця
- Чемпіонат РРФС
  -  Чемпіон (1): 1923

- Чемпіонат Москви
  -  Чемпіон (1): 1918 (в, о), 1922 (о), 1924 (о), 1927 (о)

#### Як тренера
- Чемпіонат СРСР
  -  Чемпіон (1): 1939

- Кубок СРСР
  -  Володар (1): 1939

- У 1940 очолював збірну Москви (під прапором московського «Спартака»), яка грала в Болгарії з професіональними командами.

### Кар'єра тренера
На посаді головного тренера очолював команди:
- «Харчовик» Москва 1938 (по серпень)
- «Спартак» (Москва) 1938 (з вересня)-1939, 1941 (по липень)
- команди ГРВН 1945-46
- студентську команду МАІ з хокею з м'ячем і жіночу команду «Буревісник» (Москва) (хокей з м'ячем) 1947-1949
- «Шахтар» (Караганда) 1950-1953

Тренував заводські клубні команди Житомира та Малина в 1955-1960.